# Белоярский (аэропорт)
Аэропорт Белоярский (ИАТА: EYK, ИКАО: USHQ) — региональный аэропорт, расположенный в 2 км юго-восточнее города Белоярский.

## История
Впервые данная местность была использована в качестве аэродрома для перевозки местных жителей и работников-вахтовиков зимой 1969 года, когда десантная группа соорудила на берегу реки Казым грунтовую взлетно-посадочную полосу, способную принимать самолёты Ан-24. Однако летом того же года полоса пришла в негодность.
Строительство полноценного аэропорта началось в 1979 году, в рамках которого была построена ВПП с искусственным покрытием протяжённостью 1500 метров, а также деревянный аэровокзал и спасательная станция. Через год для получения возможности приёма самолётов Як-40 длина полосы была увеличена до 1,8 км.
В связи с преобразованием посёлка в город в 1988 году, был реконструирован пассажирский терминал с пропускной способностью 50 человек в час, а ВПП снова была удлинена. Аэровокзал был повторно реконструирован в 2006-2008 годах. В рамках модернизации было возведено здание для прилетающих пассажиров и выдачи багажа, а также получены новое досмотровое оборудование и автоматическая система регистрации пассажиров.

## Технические данные
Аэродром класса "В", способен принять самолёты Ан-12, Ан-24, Ан-26, Ан-30, Ан-32, Ан-72, Ан-74, Ил-18, Ил-114, Ту-134, Як-40, Як-42, ATR-42, ATR-72, B-737-500, CRJ-100, CRJ-200, Embraer E-170, Sukhoi Superjet 100 и более лёгкие, а также вертолёты всех типов.
Максимальный взлётный вес воздушного судна 75 тонн. Классификационное число ВПП (PCN) 24/R/A/X/T. Длина полосы - 2142 метра, покрытие - асфальт.

## Авиакомпании и направления
По состоянию на февраль 2025 года в аэропорту Белоярский осуществляются пассажирские рейсы по следующим направлениям:

## Показатели деятельности
| год             | 2014 | 2015 | 2016 | 2017 | 2018 | 2019 | 2020 | 2021 |
| тыс. пассажиров | 81,7 | 76,0 | 66,7 | 66,8 | 69,2 | 71,7 | 50,6 | 70,9 |
| Источники:      |      |      |      |      |      |      |      |      |

## Транспорт

### Автобусное сообщение
Движение общественного транспорта в районе аэропорта отсутствует. Ближайший остановочный пункт - посёлок Казым, который находится на расстоянии 41 км от воздушной гавани.

### Личный транспорт
Аэропорт располагается в двух километрах от города . Возле терминала находится асфальтированная площадка для стоянки автомобилей.